# Now That's What I Call Christmas! 4
Now That's What I Call Christmas! 4 é um álbum de compilação da série Now That's What I Call Music! dos Estados Unidos. Foi lançado em formato CD duplo a 12 de Outubro de 2010 no país, e chegou à posição 30 da Billboard 200.

## Alinhamento de faixas
| Disco 1 |                                          |                    |         |  |
| N.º     | Título                                   | Artista            | Duração |  |
| 1.      | "A Child is Born"                        | Rihanna            | 3:54    |  |
| 2.      | "Merry Christmas Baby"                   | Sheryl Crow        | 3:15    |  |
| 3.      | "Mistletoe"                              | Colbie Caillat     | 3:53    |  |
| 4.      | "All I Want for Christmas Is You"        | Mariah Carey       | 4:02    |  |
| 5.      | "Have Yourself a Merry Little Christmas" | Christina Aguilera | 4:05    |  |
| 6.      | "What Child is This?"                    | Carrie Underwood   | 3:27    |  |
| 7.      | "Where Are You Christmas?"               | Faith Hill         | 4:07    |  |
| 8.      | "Silver Bells"                           | Martina McBride    | 2:43    |  |
| 9.      | "Rockin' Around the Christmas Tree"      | Toby Keith         | 2:23    |  |
| 10.     | "Candy Cane Christmas"                   | Darius Rucker      | 3:23    |  |
| 11.     | "Christmas You and Me"                   | Brian McKnight     | 4:08    |  |
| 12.     | "Wonderful Christmastime"                | Kelly Rowland      | 3:40    |  |
| 13.     | "Drummer Boy"                            | Sean Kingston      | 2:28    |  |
| 14.     | "Christmas Tree" (com Space Cowboy)      | Lady Gaga          | 2:22    |  |
| 15.     | "My Only Wish (This Year)"               | Britney Spears     | 4:16    |  |
| 16.     | "Let It Snow, Let It Snow, Let It Snow"  | Michael Bublé      | 2:04    |  |
| 17.     | "Christmas Time Is Here"                 | Diana Krall        | 3:34    |  |
| 18.     | "Happy Christmas (War Is Over)"          | Maroon 5           | 3:28    |  |

| Disco 2 |                                               |                       |         |  |
| N.º     | Título                                        | Artista               | Duração |  |
| 1.      | "The Christmas Song (Merry Christmas to You)" | Nat King Cole         | 3:12    |  |
| 2.      | "White Christmas"                             | Bing Crosby           | 3:04    |  |
| 3.      | "Here Comes Santa Claus"                      | Elvis Presley         | 1:56    |  |
| 4.      | "It's Beginning to Look a Lot Like Christmas" | Johnny Mathis         | 2:16    |  |
| 5.      | "It's the Most Wonderful Time of the Year"    | Andy Williams         | 2:33    |  |
| 6.      | "A Marshmallow World"                         | Dean Martin           | 2:41    |  |
| 7.      | "A Holly Jolly Christmas"                     | Burl Ives             | 2:15    |  |
| 8.      | "Jingle Bell Rock"                            | Bobby Helms           | 2:12    |  |
| 9.      | "Rudolph the Red-Nosed Reindeer"              | The Temptations       | 2:58    |  |
| 10.     | "Little Saint Nick"                           | The Beach Boys        | 2:09    |  |
| 11.     | "The Chipmunk Song (Christmas Don't Be Late)" | Alvin & The Chipmunks | 2:21    |  |
| 12.     | "Peace on Earth/Little Drummer Boy"           | David Bowie           | 2:39    |  |
| 13.     | "Jingle Bells"                                | James Taylor          | 3:54    |  |
| 14.     | "Christmas at Sea"                            | Sting                 | 4:38    |  |
| 15.     | "O Come All Ye Faithful"                      | Celtic Woman          | 3:51    |  |
| 16.     | "December"                                    | Norah Jones           | 3:06    |  |
| 17.     | "Do They Know It's Christmas?"                | Band Aid              | 3:41    |  |
| 18.     | "Deck the Halls"                              | Mannheim Steamroller  | 3:27    |  |

## Desempenho nas tabelas musicais

### Posições
| Tabelas musicais (2010)        | Melhor posição |
| ------------------------------ | -------------- |
| Estados Unidos - Billboard 200 | 33             |